# Махмуд-султан
Махмуд-султан (узб. Mahmud sulton; узб. Mahmud Bahodir sulton; 1454, Узбекское ханство — 1504, Кундуз) — представитель узбекской династии Шейбанидов. Узбекский военачальник и политик. Занимал пост хакима Бухары, Тохаристана, Кундуза, Баглана и Бадахшана. Сын Шах Будаг султана, внук основателя государства кочевых узбеков Абулхайр-хана (1427—1469
), брат основателя узбекской династии Шейбанидов Шейбани-хана (1500—1510).

## Биография
У правителя Узбекского улуса Абулхайир-хана было одиннадцать сыновей, одним из которых был Шах Будаг — отец Махмуд-султана.
После наступившей ранней смерти отца Махмуд-султан вместе с братом Шейбани-ханом оказались у своего деда, Абулхайр-хана. Махмуд-султан к трём годам попадает в руки хана калмаков и находится у него в плену в течение семи лет. Абулхайр-хан долгое время властно и твердо управлял Узбекским ханством. После его смерти около года правителем государства был Йадгар-хан, но после его смерти к власти пришёл Шайх-Хайдар. Против Шайх-Хайдара сложилась мощная коалиция соседей и зависимых государств, ногайцев, Сибирского, Казахского хана, хана Большой Орды Ахмата.
После смерти деда Махмуд-султан вместе с братом Шейбани-ханом оказались у своего дяди Шайх-Хайдара, а после его смерти, в 1471 году перешли к Карачину бахадуру кушчи.

## Военная и политическая деятельность
Махмуд-султан активна участвует во всех сражениях своего брата Шейбани-хана. В конце XV века сражается против Казахских ханов Дешт-и Кипчака — Бурундук-ханом и Касим-ханом. В 1500—1504 годы участвует в походах Шейбани-хана на Мавераннахр. В 1501 назначается хакимом Бухарского вилайета и в том же году жестоко подавляет народное восстание против Шейбанидов в Каракуле. В январе—феврале 1502 года Махмуд-султан совместно Джанибек-султаном совершают поход на окрестности городов Ура-Тюбе, Худжанда и на районы вдоль реки Чирчик. Назначен главнокомандующим войска во время похода Шейбанидов на Хорезм. В 1504 году, после того как Шейбаниды отбирают от Хусрав-шаха Тохаристан, Кундуз, Баглан и Бадахшан, эти земли передаются Махмуд-султану.

## Политика в области культуры
Во дворце Махмуд-султана вели свою творческую деятельность такие известные поэты и историки как Шады — автор "Фатх-наме, Мухаммед Салих — автор «Шейбани-наме», Мухаммед Хайдар — автор «Тарих-и Рашиди» и другие.

## Семья
Одной из жен Махмуд-султан была дочь казахского хана, Бурундук-хана. Согласно источникам, когда казахский хан Бурундук-хан и сыновья Джанибек-хана — Касым султан и Адик султан со всеми моголами находились в горах Ала-Тау, к ним прибыл с малочисленным отрядом Шейбани-хан и нанес им поражение. Бурундук-хан, сказав «сопротивление этому человеку не дает никакого результата», решил стать сватом; сын Шейбани-хана, Мухаммед Тимур-султан стал ему зятем, а другую дочь Бурундук-хан выдал брату Шейбани-хана, Махмуд-султану Таким образом, Бурундук-хан завязал более близкие родственные отношения с семьей Шейбани-хана. Он выдал за него, его сына и племянника трёх своих дочерей. Предполагают, что это событие произошло в 1495 году.
Сын Махмуд-султана — Убайдулла-хан в 1533 году был избран ханом Бухарского ханства. После прихода к власти Убайдулла-хана (1533—1540) столица государства была перенесена с Самарканда в Бухару и со второй четверти XVI века государство стало именоваться Бухарским ханством.

## Смерть
Махмуд-султан умер в 1504 году в Кундузе и похоронен в Самарканде.
В столице государства, Самарканде, в 1504 году Шейбани-хан приказал построить большое медресе. Мухаммед Салих писал, что Шейбани-хан построил в Самарканде медресе для увековечения памяти о своем брате Махмуд-султане. По словам Абу Тахир-ходжи, медресе получило известность под именем Шейбани-хана «с того времени, когда Мухаммед Тимур-султан похоронил в нем тело своего отца».